# یواس‌ان‌اس والتر اس دیل (تی-ای‌او-۱۹۳)
یواس‌ان‌اس والتر اس دیل (تی-ای‌او-۱۹۳) (به انگلیسی: USNS Walter S. Diehl (T-AO-193)) یک کشتی است که طول آن ۶۷۷ فوت (۲۰۶ متر) می‌باشد. این کشتی در سال ۱۹۸۷ ساخته شد.